# Alma Hämmerle
Alma Hämmerle (geb. Dominik; * 7. April 1924 in Ostpreußen; † 2. Dezember 2016 in Tübingen) war eine deutsche Lokalpolitikerin der CDU und Gründerin des Kreisseniorenrats Tübingen.

## Leben und Wirken
Alma Hämmerle engagierte sich ehrenamtlich in der Sozial- und Altenarbeit. 1972 gründete sie das Kuratorium für Offene Altenarbeit, den heutigen Kreisseniorenrat Tübingen. Der Kreisseniorenrat ist bis heute die Dachorganisation Altenclubs im Landkreis Tübingen und damit die zentrale Interessenvertretung der Senioren. Alma Hämmerle war seit dem Gründungsjahr 1972 bis 2003 die Vorsitzende des Kreisseniorenrats, unter dessen Dach fünf regionale Arbeitsgemeinschaften mit dem Seniorenrat Tübingen und vier Bezirksseniorenräten zusammengefasst sind. Viele Jahre vertrat Alma Hämmerle die Interessen aller Kreisseniorenräte des Regierungsbezirks Tübingen als Mitglied im Landesseniorenrat.
Alma Hämmerle baute den Kreisseniorenrat als Selbsthilfeeinrichtung von Älteren für Ältere und als Anlaufstelle für rat- und hilfesuchende alte Menschen aus. Sie organisierte für rund 100 Altenclubs im Landkreis Fortbildungs- und Informationsveranstaltungen, gab Tipps bei der Einrichtung von Telefonketten, veranstaltete Seniorentage und wirkte an der Herausgabe eines Wegweisers für Ältere mit Beratungsmöglichkeiten über ambulante Hilfen, Wohnen im Alter, Altenclubs und Begegnungsstätten und anderem mit.
1975 wurde Alma Hämmerle erstmals in den Tübinger Gemeinderat gewählt. Von 1985 bis 1994 war sie ehrenamtliche Stellvertreterin des Oberbürgermeisters und von 1973 bis 1999 Mitglied des Kreistages.

## Ehrungen und Auszeichnungen
Aufgrund ihres außerordentlichen Engagements in der Offenen Altenarbeit verlieh der Bundespräsident Alma Hämmerle 1988 das Bundesverdienstkreuz am Bande. 2004 wurde sie mit der Verdienstmedaille des Landes Baden-Württemberg geehrt.
In seiner Sitzung am 7. April 2008 beschloss der Tübinger Gemeinderat, Alma Hämmerle aufgrund ihrer großen Leistungen und ihrer Verdienste im Bereich der Offenen Altenarbeit in Tübingen das Ehrenbürgerrecht zu verleihen.

## Familie
Alma Hämmerles Sohn Frank Hämmerle (* 1952) gehört ebenfalls der CDU an und war von 1997 bis April 2019 Landrat im Landkreis Konstanz.